# Distretto di Esashi
Il distretto di Esashi (枝幸郡?) è uno dei distretti della Sottoprefettura di Sōya, Hokkaidō, in Giappone.
Attualmente comprende i comuni di Esashi, Hamatonbetsu e Nakatonbetsu.
| Controllo di autorità | VIAF (EN) 253874072 · NDL (EN, JA) 00636057 |